# Caracolí
Caracolí – miasto w Kolumbii, w departamencie Antioquia.